# Heroldské figury
Heroldské figury se používají k rozdělení štítu nebo obecných figur různými geometrickými útvary (většinou linkami).
Heroldské figury jsou staršího původu než obecné figury a při blasonování mají před nimi přednost.
Mezi heroldské figury patří:
- Polcení tvoří kolmá čára středem, může být zdvojené i vícenásobné.
- Dělení může být zdvojené, pak se nazývá kůl, vícenásobné, dělení stínkami se nazývá cimbuří.
- Do středu polceného, děleného či čtvrceného štítu se může vložit znamení – střední (srdeční) štítek, který má mít stejný tvar jako štít.

Na pomezí heroldských a obecných figur stojí kříže nebo routa.
V blasonování se jako první uvádí tinktura, která je nahoře, resp. heraldicky vpravo (z hlediska nositele štítu, čili vlevo z hlediska pozorovatele).